# 下孙家寨遗址
下孙家寨遗址，位于中国青海省西宁市二十铺乡下孙家寨村，为第四批青海省文物保护单位，公布日期为1986年5月27日，类型为古遗址。
下孙家寨遗址的历史年代为马家窑类型、齐家文化。